# Jan Maschauer
Jan Karel Maschauer (4. listopadu 1815 Plzeň – 26. dubna 1873 Vídeň-Neubau) byl český lékař, poštovní úředník a politik německého původu, v letech 1861 až 1868 purkmistr města Plzně.

## Život

### Mládí
Narodil se v Plzni v německé rodině provozovatele poštovního úřadu a dostavníkové dopravy Kryštofa Maschauera, původem z Plané. Základní a střední vzdělání získal zřejmě v Plzni, dále vystudoval medicínu, před rokem 1848 se navrátil do Plzně. Téhož roku byl zvolen setníkem Národní stráže a také se stal členem obecního zastupitelstva. Klonil se k českému vlasteneckému prostředí, účastnil se schůzek českých vlastenců v plzeňském hostinci U Voglů.

### Purkmistr

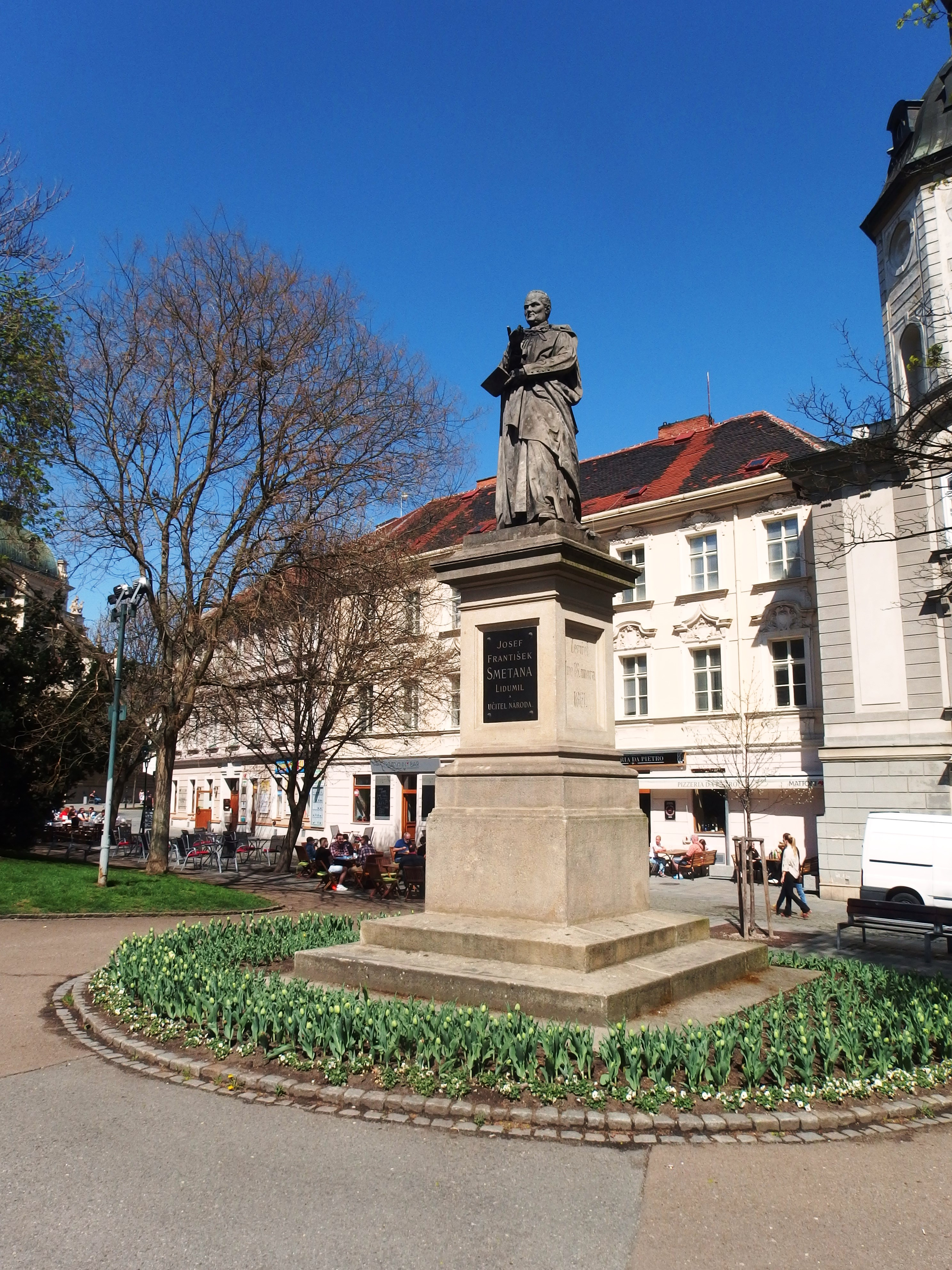
Pomník Josefa Františka Smetany, 1861

Po volbách byl Maschauer 21. února 1861 oficiálně uveden do funkce purkmistra královského města Plzeň. Prvním krokem bylo povolení částky 100 zlatých z obecního rozpočtu na zřízení pomníku Josefa Františka Smetany, pedagoga a strýce skladatele Bedřicha Smetany. Roku 1864 byl Maschauer znovuzvolen.
Za jeho působení se ve městě zdárně rozvíjel strojírenský průmysl (Škodovy závody, strojírna Belani atd.), roku 1862 byla do Plzně přivedena železniční trať České západní dráhy (BWB), spojující Bavorsko a nádraží na Smíchově (Praha – Západní nádraží), vznikla v Plzni Občanská záložna, došlo k přečíslování domů ve městě dle pražského vzoru, v městských sadech bylo vysazeno okolo 3000 stromů, došlo ke vzniku městských jatek na Rychtářce, nového tržiště nebo městské nemocnice. Z veřejných prostředků také byla podle návrhu Moritze Hinträgera vystavěna první velká moderní veřejná stavba: budova městské Vyšší reálné školy. Zejména v jižním a západním směru od centra rostla nová městská zástavba a město se modernizovalo.

### Veřejné působení
Maschauer dále zastával pozice v různých spolcích a organizacích, často vlasteneckého duchu: byl spoluzakladatelem a prvním předsedou místní Měšťanské besedy, za jeho působení Roku 1866 byl Maschauer vyznamenán Rytířským křížem Františka Josefa a jmenován čestným občanem města Plzně. Ve stejném roce zemřel Maschauerův otec a Jan po něm převzal dědičný poštmistrovský úřad v Plzni a v Číhané.
V posledních volbách byl zvolen do městské rady, ale neobhájil post purkmistra, mandátu radního se proto vzdal. Z politických důvodů začal více inklinovat k německému kulturnímu vlivu ve městě, výrazně se mimo jiné zasloužil o vznik budovy německého divadla v pozdější Goethově ulici (zbořeno v 60. letech 20. století).

### Závěr života
Roku 1869 prošel Maschauer osobním bankrotem, zaviněným především nehospodárným podnikáním jeho synů, a na rodinný majetek byl vyhlášen konkurz. Pro Maschauerovu kariéru to znamenalo společenskou porobu, v Plzni událost vyvolala skandál. Po ukončení soudního procesu roku 1870 strávil 6 týdnů ve vězení a následně se přestěhoval do Vídně, kde 26. dubna 1873 zemřel. Příčinou úmrtí byla rozedma plic.